# مقاطعة يسوع
مقاطعة يسوع: الكشف عن إخفاء التناقضات في الكتاب المقدس (ولماذا نحن لا نعرفها؟) هو كتاب من تأليف بارت إيرمان البروفسور في جامعة كارولينا الشمالية في تشابل هيل، والباحث في النقد النصي للعهد الجديد، الكتاب عبارة عن سرد الاستنتاجات التي توصل لها بارت إيرمان نتيجة لعمله بدراسة المخطوطات والدراسات التوراتية والمعتقدات الخاصة بالكتاب المقدس، ولمحة عامة عن المسائل التي أثارها العلماء من تحليل الكتاب المقدس في محاولة لاسترجاع النص والأصلي وفهم الكتاب المقدس كاملا.

فيما يتعلق بأهمية الكتاب المقدس والنقد الكتابي، يقول إيرمان في مقدمته: 
| مقاطعة يسوع | هذا النوع من المعلومات ليست فقط للعلماء مثلي الذين يكرسون حياتهم للبحوث الجادة، ولكنها مهمة جداً لكل من يهمه الكتاب المقدس، سواء كان شخصًا مؤمنًا به أم لا: أصولي إنجيلي، أو معتدل، أو ليبرالي أو غير مؤمن، الكتاب المقدس هو أهم كتاب في تاريخ الحضارة. والتوصل إلى فهم ما هو عليه في الواقع هو واحد من أهم المساعي الفكرية التي قد يشرع بها أي شخص في مجتمعنا. | مقاطعة يسوع |

يلخص إيرمان تطور علم النقد الكتابي على غلاف كتابه فيقول: «لقد حقق علماء الكتاب المقدس تقدمًا كبيرًا في فهم الكتاب المقدس على مدى مائتي سنة، بفضل الاكتشافات الأثرية والمخطوطات، والتقدم في معرفتنا باللغات القديمة التي كُتب بها النص الأصلي: العبرانية واليونانية القديمة، والتحليل التاريخي والأدبي والنصي العميق."»

## استقبال الكتاب
حصل كتاب مقاطعة يسوع على أكثر الكتب مبيعًا حسب نيويورك تايمز، حيث وصلت شعبية الكتاب إلى ما يقارب شعبية كتابه السابق إساءة اقتباس يسوع.

## وصلات خارجية
- مقاطعة يسوع من هاربر كولينز
- مراجعة كتاب مقاطعة يسوع بواسطة الباحث مايكل كروجر.
- مراجعة كتاب مقاطعة يسوع بواسطة ديفيد هاردينغ. نسخة محفوظة 4 يوليو 2011 على موقع واي باك مشين.
- مقابلة سالون مع بارت إيرمان
- NPR مقابلة إن بي آر مع بارت إيرمان
- مقالة سي إن إن عن كتاب مقاطعة يسوع